# Friedrich Ahlers-Hestermann

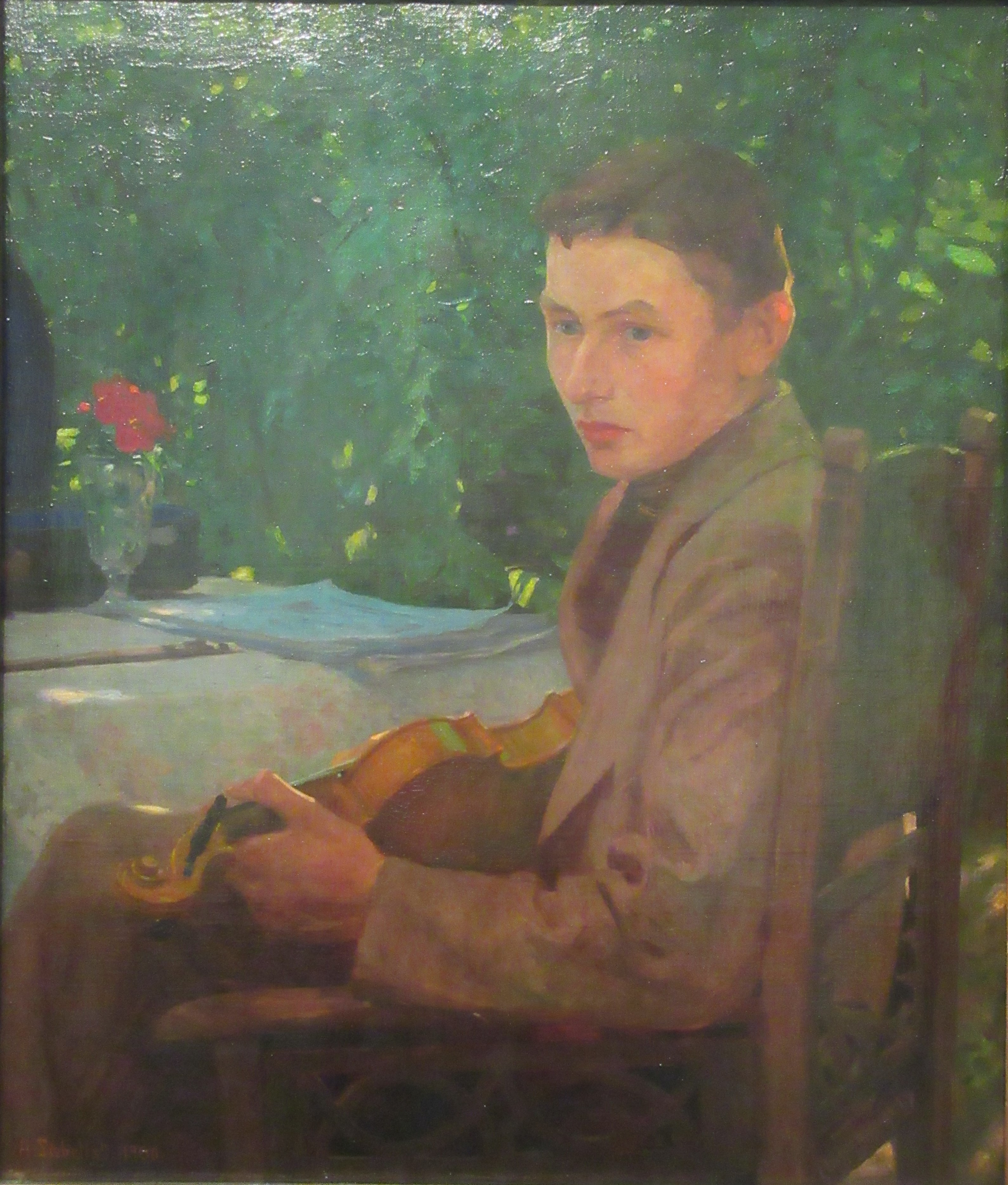
Arthur Siebelist: Der Maler Friedrich Ahlers-Hestermann (1900)

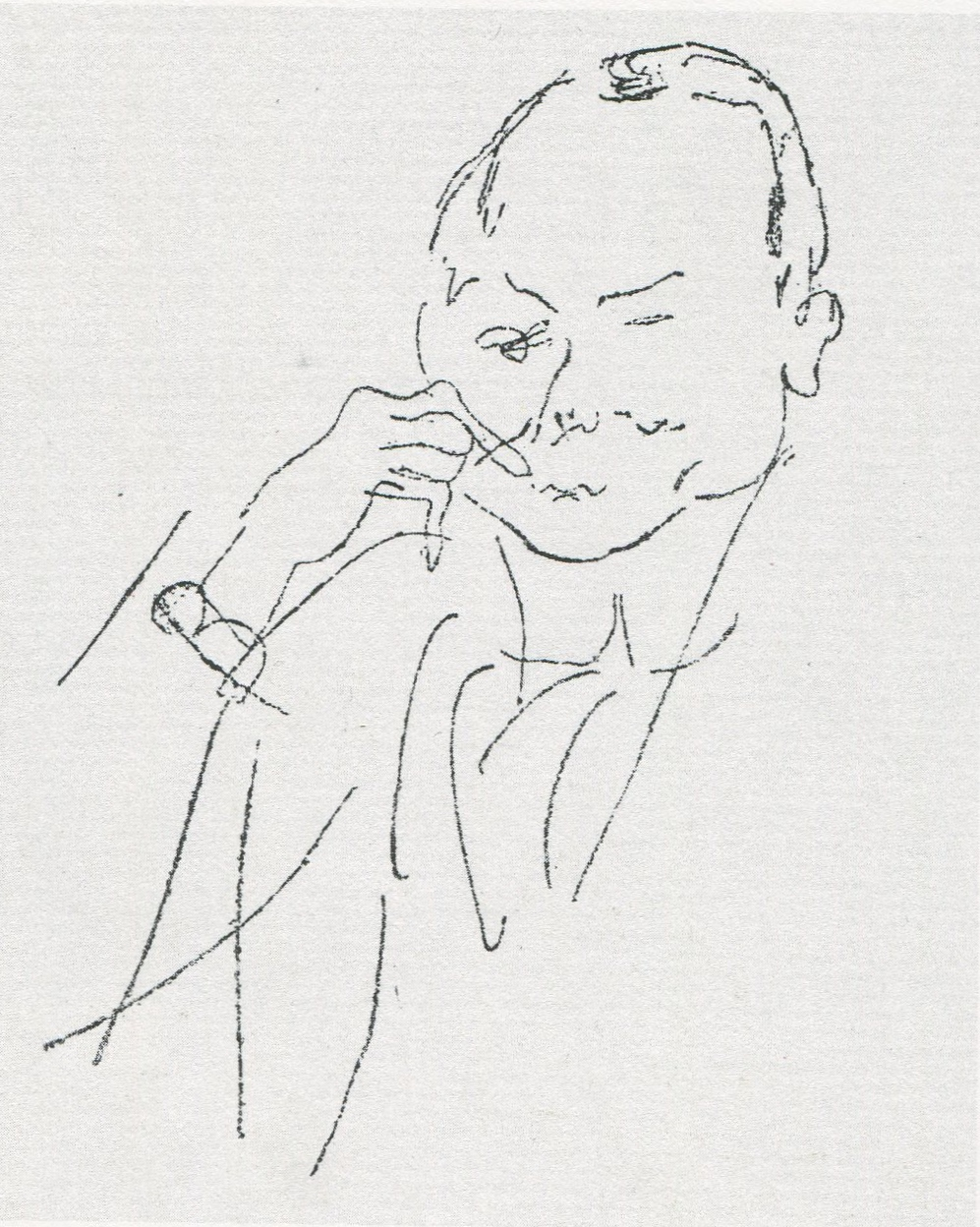
Friedrich Ahlers-Hestermann 1906, Federzeichnung von Jules Pascin

Friedrich Ahlers-Hestermann (* 17. Juli 1883 in Hamburg; † 11. Dezember 1973 in Berlin) war ein deutscher Maler und Kunstschriftsteller. Er war Mitglied des Hamburgischen Künstlerclubs von 1897 sowie des Hamburger Künstlervereins von 1832 und Schüler der Académie Matisse in Paris. Nach dem Ersten Weltkrieg war er Mitbegründer der Hamburgischen Sezession. Er lebte mit seiner Ehefrau, der russisch-deutschen Künstlerin Alexandra Povòrina (1885–1963), in Hamburg, München, Köln und Berlin. Während der Zeit des Nationalsozialismus zog er sich in die innere Emigration zurück. Nach dem Zweiten Weltkrieg wurde er zum Gründungsdirektor der Hamburger Landeskunstschule berufen.

## Leben

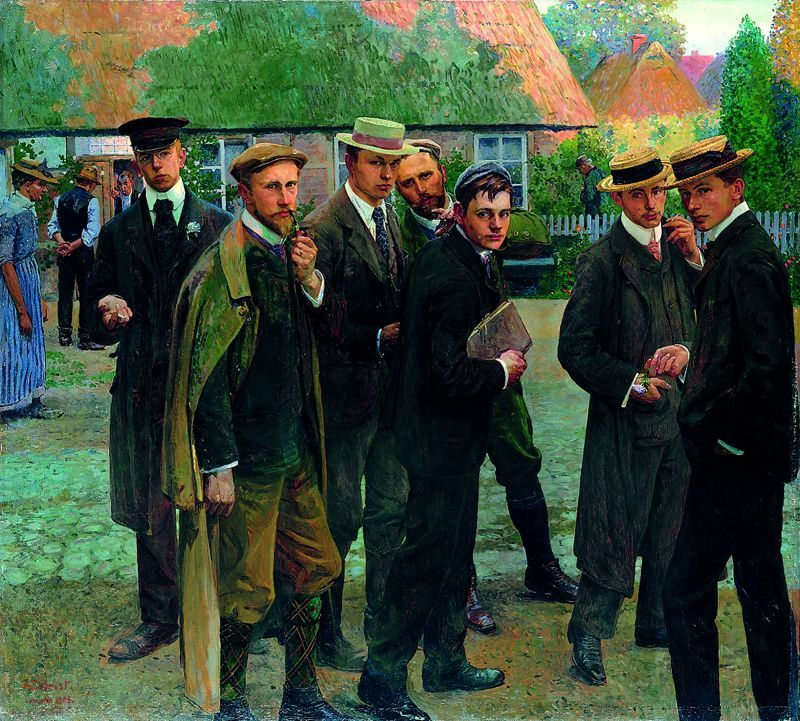
Arthur Siebelist: Meine Schüler und ich (1902), rechts Ahlers-Hestermann

Friedrich Ahlers-Hestermann stammte aus einer Hamburger Kaufmannsfamilie, die traditionsgemäß eine andere als eine künstlerische Laufbahn für den Sprössling vorgesehen hatte. Sein Vater war der Kaufmann Hugo Ahlers-Hestermann. Dennoch unterstützte die Familie dessen selbst gewählte beruflichen Ambitionen. Seine künstlerische Basisausbildung erhielt er zwischen 1899 und 1903 bei dem Hamburger Naturmaler Arthur Siebelist, auf Empfehlung des Hamburger Kunsthallendirektors Alfred Lichtwark. Anders als in den Kunstakademien, die vor allem nach Gipsabgüssen im Atelier arbeiteten, fand der Unterricht bei Siebelist, zumindest im Sommer, im Freien statt. Lediglich im Winter traf man sich in einem angemieteten Atelier.

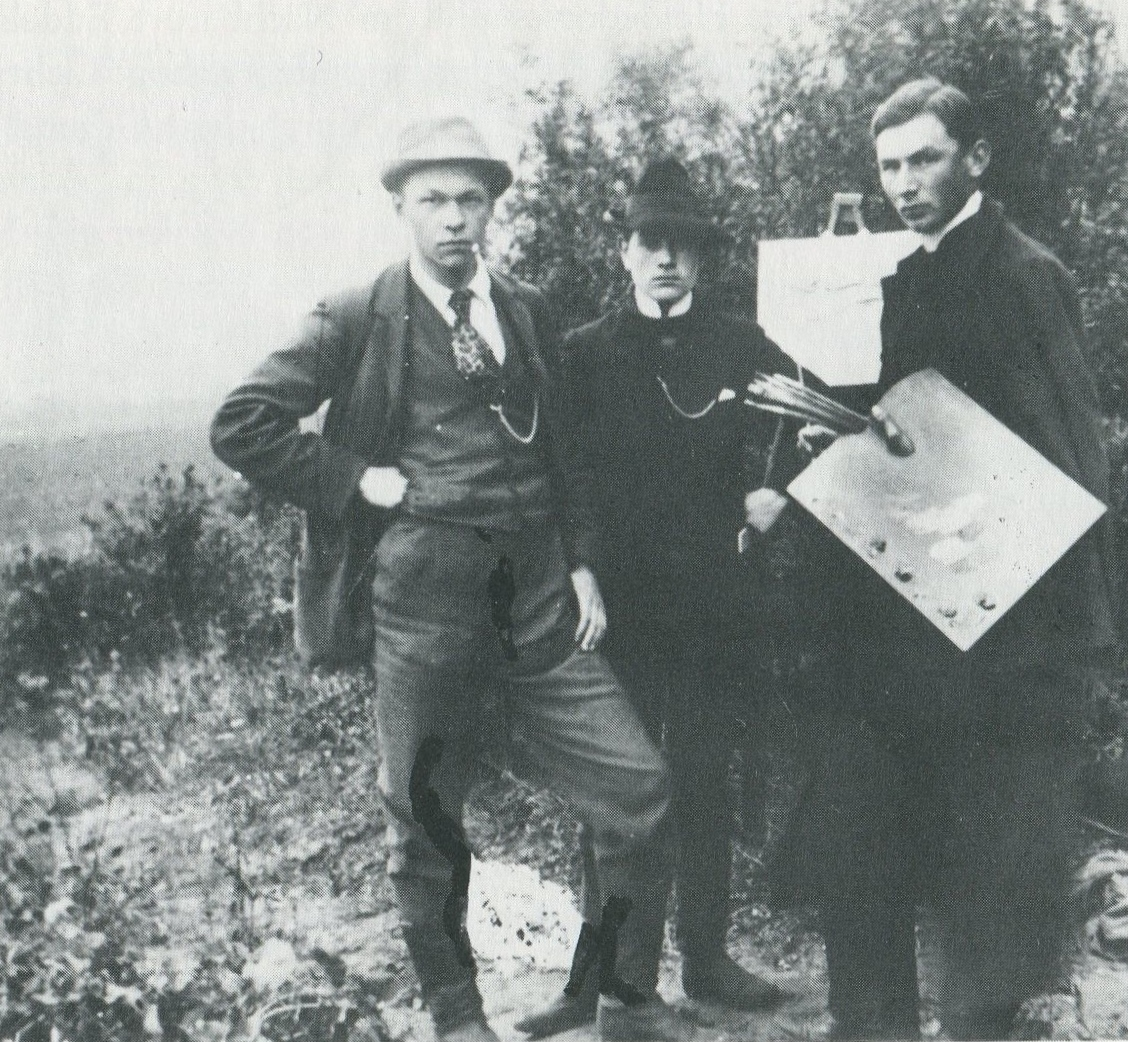
Von links: Franz Nölken, Walter Voltmer und Friedrich Ahlers-Hestermann um 1902 in Hittfeld

Siebelists Wertschätzung für den Maler Wilhelm Leibl wirkte sich zunächst auch auf die Malweise Ahlers-Hestermanns aus. Um 1900 malte er von Leibl inspirierte heimelige häusliche Familienszenen. Die Gemälde, die auf den sommerlichen Ausflügen auf dem Lande entstanden sind, zeigen bald eine luftige Malweise, die von der Liebe zu Farben und einem leichten Pinselstrich herrührt.
Seine erste Ausstellungsbeteiligung hatte Ahlers-Hestermann 1903 anlässlich der Frühjahrsausstellung der Hamburger Kunsthalle. Im gleichen Jahr beendete er die Ausbildungszeit bei Siebelist und nahm sich zusammen mit Franz Nölken ein eigenes Atelier. Obwohl er bald in Hamburg als Maler Anerkennung fand, suchte er nach weiteren Entwicklungsmöglichkeiten, die ihm die Hansestadt, die damals über keine Kunstakademie verfügte, nicht bieten konnte.

### Paris
Zwischen 1907 und 1914 hielt er sich immer wieder für einige Monate in Paris auf, dem Zentrum der künstlerischen Avantgarde. Er fand dort Kontakt zum deutschen Künstlerkreis des Café du Dôme. 1909 studierte er gemeinsam an der Académie Matisse mit den Malerfreunden des Hamburgischen Künstlerklubs Franz Nölken, Walter Alfred Rosam und Gretchen Wohlwill. Unter den Eindrücken der modernen Pariser Malerei, vor allem von Matisse und Cézanne, entwickelte Ahlers-Hestermann immer mehr seinen eigenen Stil, der grundsätzlich dem Gegenständlichen verbunden bleiben sollte. In Paris lernte er auch 1912 seine spätere Frau, die aus St. Petersburg stammende Malerin Alexandra Povòrina (eigentlich Alexandra von Povorinskaya) kennen.

### Erster Weltkrieg
1914 kehrte Ahlers-Hestermann nach Hamburg zurück, Alexandra Povòrina folgte ihm nach Ausbruch des Ersten Weltkriegs im Sommer des gleichen Jahres in seine Heimatstadt. Wegen eines Lungenleidens wurde er nicht zum Kriegsdienst eingezogen. Mit seiner Lebensgefährtin reiste er 1915 nach Limburg an der Lahn, um der nationalistisch angeheizten russenfeindlichen Stimmung zu entfliehen. 1916, während eines kurzen Aufenthalts in München, gebar Povòrina einen Sohn, der kurz nach der Geburt verstarb.
Trotz der Kriegszeit stellten sich erste künstlerische Erfolge ein: die Hamburger Kunsthalle kaufte drei seiner Bilder. 1918 wurde er Lehrer an der Kunstschule Gerda Koppel.

### Hamburg und Köln
Kurz nach Kriegsende, 1919, war Ahlers-Hestermann zusammen mit Povòrina, Alma del Banco und Gretchen Wohlwill und Heinrich Steinhagen maßgeblich an der Gründung der Hamburgischen Sezession beteiligt. Diese Sezession war keine Abspaltung, sondern sollte eine Elitegruppe der modernen Künstler und Künstlerinnen der Hansestadt verkörpern, die das allgemeine Niveau der bildenden Künste sowie die gesamte kulturelle Atmosphäre der Stadt zu verbessern angetreten war. In den Zehner- und Zwanzigerjahren des 20. Jahrhunderts unternahm er zusammen mit Povòrina zahlreiche Malreisen – vor allem nach Süddeutschland. In der Künstlerkolonie Neue Welt der Würzburger Malerin Gertraud Rostosky trafen sie mit Kollegen wie Otto Modersohn zusammen. Mit wachsender Bekanntheit in den folgenden Jahren bekam er auch Angebote für Lehraufträge aus anderen Städten etwa von der Akademie in Breslau. Von April 1924 bis 1930 war er 1. Vorsitzender der Hamburgischen Künstlerschaft.
1928 nahm er den Ruf als Professor für „Bildmalerei, Akt- und Naturzeichnen“ an den Kölner Werkschulen an, wo u. a. Joseph Mader sein Meisterschüler wurde. Die geografische Nähe zu Paris regten seine Auseinandersetzung mit der französischen Kunst erneut an. Außerdem begründete er die Künstlergemeinschaft „Gruppe ’32“ mit.
Er verkehrte im Haus des vermögenden Reeders Bernhard Blumenfeld und unterrichtete dessen Tochter Clara in der Malerei.

### Zeit des Nationalsozialismus
Mit der Machtübernahme der Nationalsozialisten endete für Ahlers-Hestermann eine beruflich und gesellschaftlich erfüllte Zeit. Im März 1933 wurde seine Professur in Köln nach dem Berufsbeamtengesetz, als „Beamter, der nach seiner bisherigen politischen Betätigung nicht die Gewähr dafür bietet, dass er jederzeit rückhaltlos für den nationalen Staat eintritt“, gekündigt. Er verlegte sich nun auf die Kunstschriftstellerei und erteilte für den Lebensunterhalt Privatstunden. Allerdings ist für diese Zeit ist 1939 seine Teilnahme an sechzehn großen Ausstellungen sicher belegt.
1937 wurde im Rahmen der deutschlandweiten konzertierten Aktion „Entartete Kunst“ aus der Kunsthalle Hamburg, dem Wallraf-Richartz-Museum Köln, dem Städtischen Kunst- und Gewerbemuseum Dortmund, dem Museum für Kunst und Kunstgewerbe Stettin, der Städtische Galerie Nürnberg, und dem Nassauischen Landesmuseum Wiesbaden mehrere seiner Bilder beschlagnahmt, die meisten danach vernichtet.
1939 flüchtete er mit Frau und Tochter, der späteren Textil- und Glaskünstlerin Tatiana Ahlers-Hestermann, in die schützende Anonymität der Großstadt Berlin, wo die Familie den Zweiten Weltkrieg überlebte. Das Adressbuch verzeichnet Hestermann z. B. 1943 in der Witzlebenstraße 2, direkt neben dem Reichskriegsgericht. In dieser Zeit besuchte er auch zusammen mit seiner Familie die heimlichen Kunstausstellungen in der Atelierwohnung der Hanna Bekker vom Rath.

### 1945 bis 1973
Nach dem Ende der Zeit des Nationalsozialismus wurde er wiederum nach Hamburg zum Wiederaufbau der Landeskunstschule am Lerchenfeld gerufen, deren Leiter er bis 1951 blieb. Die eigene künstlerische Arbeit trat somit in den Hintergrund.
Erst nach seiner Pensionierung und seiner Rückkehr nach Berlin, wo Povòrina noch als Dozentin an der Kunsthochschule Berlin-Weißensee tätig war, konnte er seine Energie wieder verstärkt der Malerei widmen. Von 1956 bis 1973 arbeitete er schließlich als Direktor der Abteilung Bildende Kunst an der Akademie der Künste in Berlin.

## Ehrungen

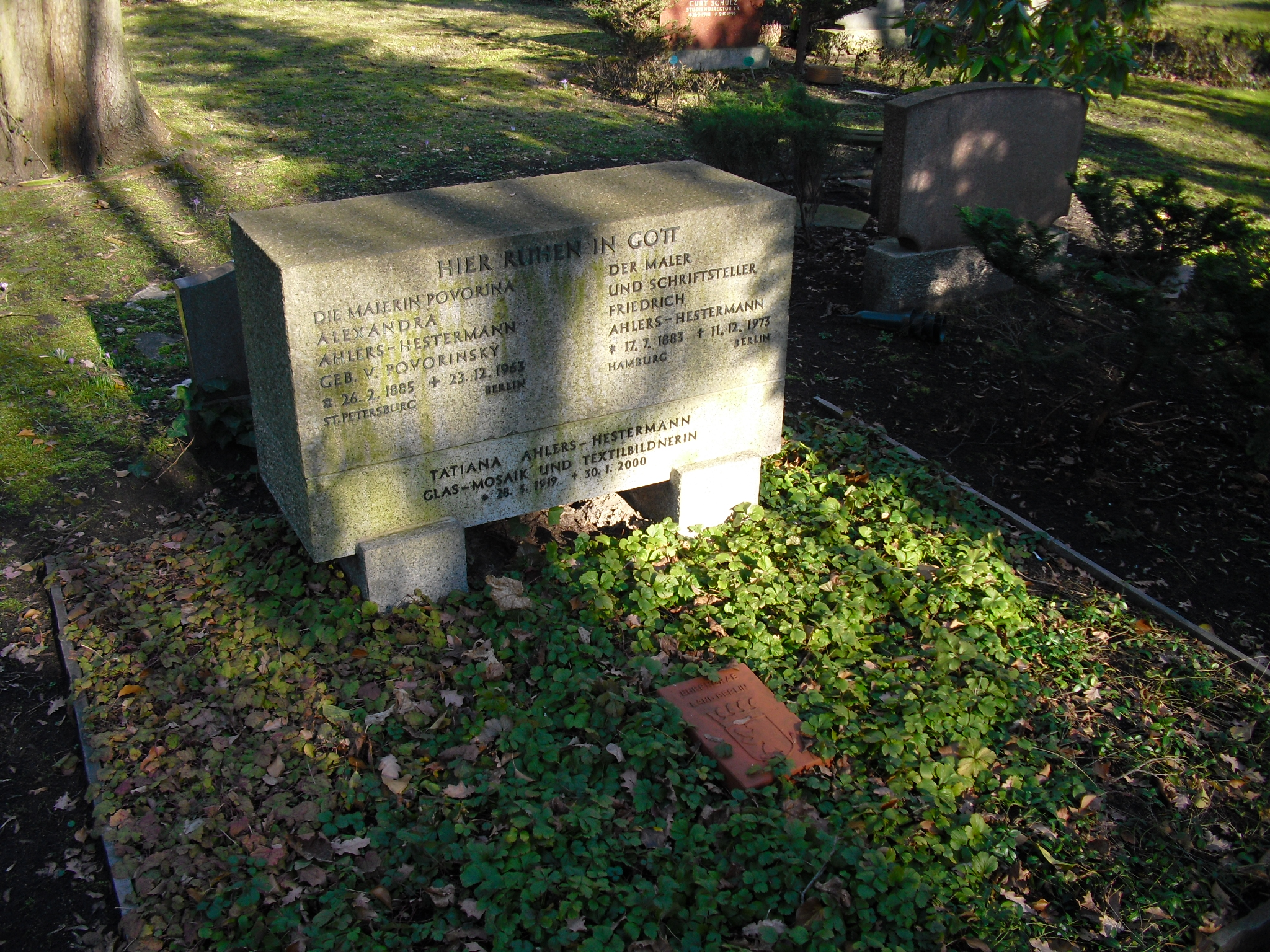
Grabstätte

- Ehrengrab der Stadt Berlin auf dem Dankes-Friedhof in Berlin-Reinickendorf
- Mitglied der Akademie der Künste (Berlin)
- Großes Verdienstkreuz des Verdienstordens der Bundesrepublik (1953)
- Berliner Kunstpreis (1962)
- Edwin-Scharff-Preis der Hansestadt Hamburg (1967)

## Werke (Auswahl)

### 1937 als „entartet“ beschlagnahmte Werke
- Hirtenknabe im Nachen (Öl auf Leinwand, 73 × 92, 1935; zerstört)
- Felsen an der Wörnitz (Tafelbild, 1924; zerstört)
- Häuser am Hügel (Tafelbild; zerstört)
- Runkel an der Lahn (Öl auf Leinwand, 53 × 69 cm, 1915)
- Autoreise (Aquarell; zerstört)
- Imogen schlafend (Lithografie, 27,1 × 39,2 cm, 1917; Blatt 5 der Mappe Shakespeare Visionen. Eine Huldigung deutscher Künstler. Verlag Reinhard Pieper, München 1918; Beschlagnahme der Mappe)
- November / Sonne über dem Meer (Zeichnung; zerstört)
- Oktober / Pierrot (Zeichnung; zerstört)

### Weitere Werke
- Flusslandschaft bei Bardowick (1901), Öl/Pappe, 65 × 72 cm, Nordfriesisches Museum. Nissenhaus Husum
- Bildnis der Malerin Anita Rée (1915), Öl/Leinwand, 90 × 70 cm, Hamburger Sparkasse
- Felsen an der Lahn (1915), Öl/Leinwand, 60 × 73 cm, Hamburger Kunsthalle
- Alexandra Povòrina schreibend (1919), Öl/Leinwand, 60 × 73 cm, M.M. Warburg & Co.
- Vorfrühling in Blankenese (1921), Öl/Leinwand, 70 × 59 cm, Altonaer Museum, Hamburg
- Stillleben mit Katze und Blumen (1931), Öl/Holz, 90 × 75 cm, Hamburger Kunsthalle
- Porträt Bruno Kuske (1935), Öl/Leinwand, 90,5 × 70,5 cm, Universität Köln
- Tristan (1951), Öl/Leinwand, 70 × 80 cm, Privatbesitz[4]

### Publikationen
- Stilwende – Aufbruch der Jugend um 1900. Berlin 1941.
- Pause vor dem dritten Akt. Berlin 1949.
- Bilder und Schriften (= Schriftenreihe der Akademie der Bildenden Künste. Bd. 2). Berlin 1968.

## Ausstellungen
- 1970: Prisma '70. 18. Ausstellung des Deutschen Künstlerbundes, Rheinisches Landesmuseum Bonn[5]
- 1992: Die Hamburgische Secession 1919–1933, Galerie Herold, Hamburg
- 2003: Friedrich Ahlers-Hestermann (1883–1973). Maler, Lehrer, Schriftsteller, Hamburger Sparkasse, Hamburg
- 2005: Ausstellungspremiere. Forum für Nachlässe von Künstlerinnen und Künstlern e. V., Künstlerhaus Sootbörn, Hamburg
- 2007: Künstlerische Tendenzen nach 1945 in Hamburg, Haspa-Galerie, Hamburg
- 2010: Eine Hamburger Künstlerfamilie. Friedrich Ahlers-Hestermann – Alexandra Povòrina – Tatiana Ahlers-Hestermann, Forum für Nachlässe von Künstlerinnen und Künstlern e. V. Künstlerhaus Sootbörn, Hamburg

## Nachlass
Der Nachlass befindet sich im Besitz des Hamburger Forum für Künstlernachlässe.